# Gymnosporia guangxiensis
Gymnosporia guangxiensis är en benvedsväxtart som först beskrevs av Ching Yung Cheng och W.L.Sha, och fick sitt nu gällande namn av M.P.Simmons. Gymnosporia guangxiensis ingår i släktet Gymnosporia och familjen Celastraceae. Inga underarter finns listade.